# Rock Bottom (альбом)
Rock Bottom — второй сольный студийный альбом британского музыканта Роберта Уайетта и первый после его ухода из Soft Machine, вышедший в 1974 году.

## История создания
Работу над материалом Уайатт начинал с целью записи его с группой Matching Mole. После несчастного случая с падением из окна (в результате чего нижняя часть его тела осталась парализованной) Уайетт продолжил работу над альбомом в больнице. Содержание альбома очень личное и посвящено любовным чувствам к своей невесте.
Так как после полученной травмы Уайетт не мог исполнять ударные партии, он сделал больший акцент на вокал. Ему также удалось преодолеть некоторую хаотичность своего предыдущего материала и сделать Rock Bottom более сфокусированным и одновременно мягким[стиль].

## Обложка
Иллюстрации для обложки альбома (как изящный рисунок в оригинале 1974 года, так и цветное изображение в переиздании 1998 года) выполнены женой Роберта Уайатта Альфредой Бенж.

## Оценка
Rock Bottom записан со звездным[стиль] составом музыкантов Кентербери и признан[кем?] как один из лучших альбомов арт-рока".
Согласно опросу сайта Progarchives.com, по состоянию на март 2013 года альбом Rock Bottom занимает 1 место в списке лучших альбомов Кентерберийской сцены.

## Список композиций
1. «Sea Song» — 6:31
2. «A Last Straw» — 5:46
3. «Little Red Riding Hood Hit the Road» — 7:40
4. «Alifib» — 6:55
5. «Alife» — 6:31
6. «Little Red Robin Hood Hit the Road» — 6:08

В 1990 году Virgin UK выпустила кассету Rock Bottom / Ruth Is Stranger Than Richard (VGDC 3505). На вкладыше последовательность композиций соответствует LP, однако по факту сначала идёт вторая сторона, затем первая; также поменяны местами Alife и Alifib, причём это отличные от оригинального LP тейки. Мастеринг для кассеты отличается от мастеринг для LP. Это касается и Ruth Is Stranger Than Richard.

## Участники записи
- Роберт Уайетт — вокал, клавишные, перкуссия, слайд-гитара
- Хью Хоппер — бас-гитара
- Ричард Синклер — бас-гитара
- Лори Аллен — ударные

Приглашённые музыканты
- Майк Олдфилд — гитара
- Гари Уиндо — бас-кларнет, тенор-саксофон
- Айвор Катлер — голос
- Монгези Феза — трубы
- Фред Фрит — виола